# P.S. (entreprise)
Pour les articles homonymes, voir PS.
P.S. est un constructeur français de motocyclettes des années 1920. Fondée par MM Poinsard (Ingénieur ETP) et Sivigny (Financier), 5, rue du Pré-Saint-Gervais à Pantin.
En 1922, le moteur 123 cm3 deux-temps (54 × 54) est produit pour des constructeurs/assembleurs tels que Stella, Prester et Sanchoc. Parallèlement, la firme commercialise ses propres bicyclettes équipées de ce même moteur, dont la P.S M1.
En 1923, la P.S. devient la Mascotte PS.
Ces machines auront des succès notables en compétition.
Fin 1923, Eugène Sivigny se retire, entraînant l'arrêt de la marque et Jean Léon Poinsard part alors chez Lalo et Mignac avec qui il va fonder LMP (Lalo, Mignac, Poinsard)